# Ортахісар
Ортахісар – це планований район та муніципалітет другого рівня у провінції Трабзон, у Туреччині. Відповідно до законопроєкту 6360, всі Турецькі провінції з населенням більше, ніж 750000 мешканців, будуть столичними меріями, а райони у столичних меріях будуть муніципалітетами другого рівня. Закон також створює нові райони у провінціях на додачу до існуючих. Ці зміни набули чинності під час місцевих виборів 2014 року. 30 березня 2014 року, Ахмет Метін Ґенч (AKP) був обраний мером.
Таким чином після 2014 року центральний район провінції Трабзон був названий Ортахісар, а назва Трабзон була зарезервована для столичного муніципалітету.

## Сільська місцевість
У сільській місцевості Ортахісарі налічувалося 9 міст та 38 сіл . Зараз вони офіційно стали "сусідством (передмістям) Ортахісар".